# ویل بایرز
ویلیام «ویل» بایرز (به انگلیسی: William "will" Byers)، یک شخصیت خیالی داستانی در سریال اینترنتی آمریکایی علمی–تخیلی و ترسناک چیزهای عجیب، محصول نت‌فلیکس است. این شخصیت توسط خالقان سریال چیزهای عجیب، یعنی مت و راس دافر که به برادران دافر شهرت دارند خلق شده‌است و نوآ اشنپ، بازیگر آمریکایی ایفاگر این نقش است. ویل فرزند جویس بایرز و لانی بایرز است و یک برادر بزرگتر به نام جاناتان دارد. ویل، پسری کم حرف، گوشه‌گیر و منزوی است و مهارت بالایی در نقاشی کشیدن دارد. در فصل نخست سریال، ویل به طرز عجیبی ناپدید شده و مادر و دوستانش به همراه کلانتر جستجو برای پیدا کردن وی را آغاز می‌کنند. ویل در فصل نخست جزو شخصیت‌های مکمل داستان است اما در فصل‌های بعدی به گروه اصلی بازیگران می‌پیوندد
عملکرد نوا اشنپ در این نقش، مورد توجه منتقدان قرار گرفت. اشنپ برای عملکرد خود در فصل دوم سریال، برنده جایزه سینمایی و تلویزیونی ام‌تی‌وی شد. او این افتخار را در مراسم جوایز برگزیده نوجوانان نیز تکرار کرد.
برخی از طرفداران در مورد همجنس‌گرا بودن ویل نظریه‌پردازی کرده‌اند، به‌ویژه اینکه او عاشق بهترین دوستش مایک است. طرفداران همچنان به مبارزه بر سر این موضوع ادامه می‌دهند، اما این موضوع تاکنون تأیید یا تکذیب نشده‌است.